# Novosil'
Novosil' (anche traslitterata come Novosil) è una cittadina della Russia europea sudoccidentale, situata nell'Oblast' di Orël, 76 chilometri a est del capoluogo Orël, lungo le sponde del fiume Zuša; è capoluogo del rajon Novosil'skij.
Menzionata a partire dal XII secolo con il nome di Itil', ottenne lo status di città nel 1777.

## Geografia fisica

### Clima
La città di Novosil' ha un clima continentale freddo.

## Società

### Evoluzione demografica
Fonte: mojgorod.ru
- 1897: 2.912
- 1926: 2.733
- 1959: 2.439
- 1970: 3.003
- 1989: 4.198
- 2002: 4.017
- 2010: 3.658
- 2018: 3.175